# 雷射豎琴
雷射豎琴（英語：laser harp）是一種電子樂器，同時屬於一種激光表演。雷射豎琴的外觀上，以數道雷射光束取代傳統豎琴的弦，演奏者以手阻斷這些光線的傳輸，藉此產生聲音。
雷射豎琴從1981年起，就一直是法國知名電子音樂藝術家Jean-Michel Jarre演奏會上備受矚目的特色之一，這種樂器的興起也應歸功於他。英國創作歌手Little Boots的演奏會中也使用過與Jean-Michel Jarre的版本類似的雷射豎琴。在亞洲地區，日本電子音樂作曲家平澤進則是使用雷射豎琴最知名的演奏者。